# Справа «Ющенко проти ЦВК» (2004)

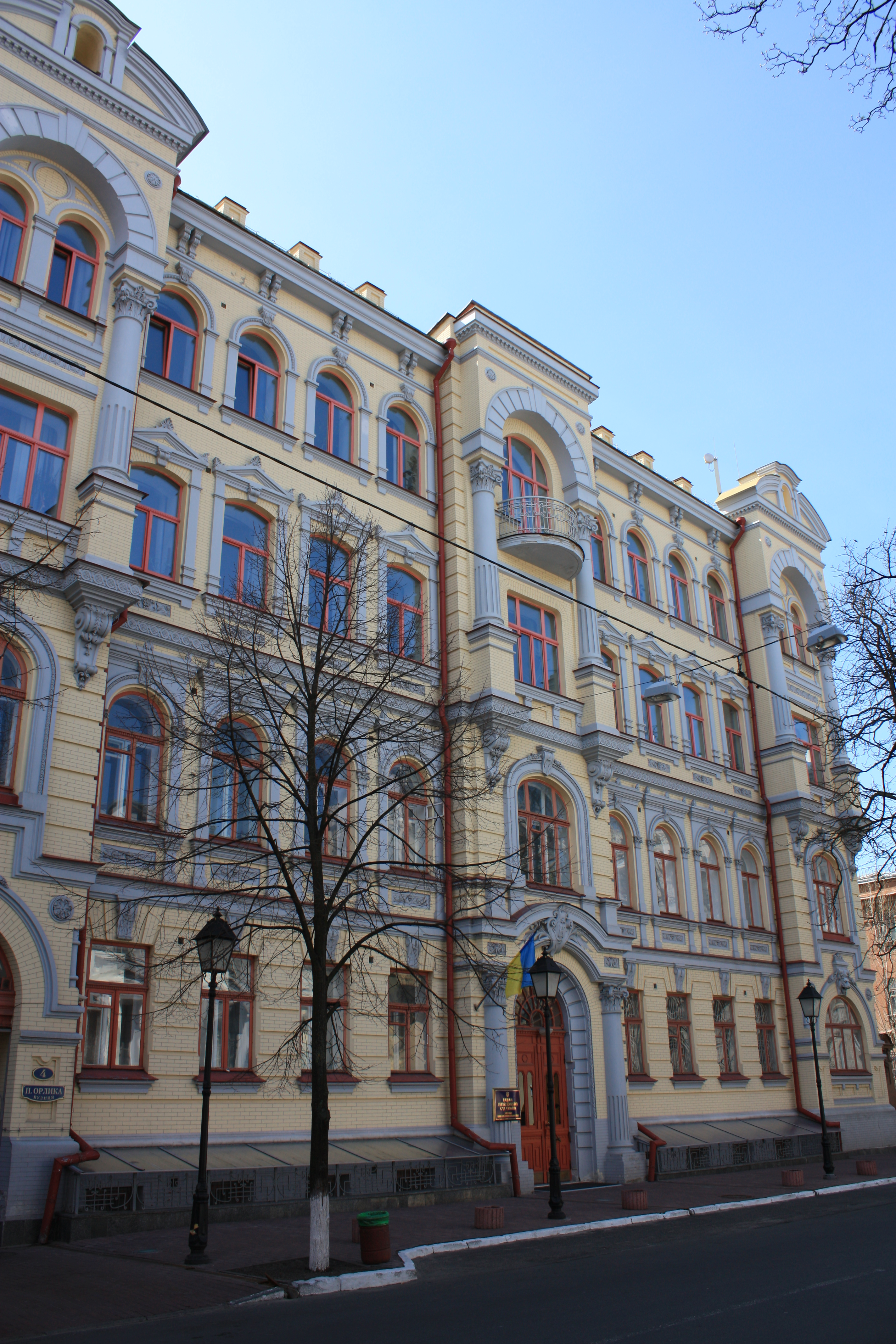
Будівля, де у 2004 році розташовувалася Судова палата у цивільних справах ВСУ (м. Київ, вул. П. Орлика, 4)

Справа «Ющенко проти ЦВК», або Справа про встановлення результатів виборів Президента України — цивільна справа, що розглядалася Судовою палатою у цивільних справах Верховного Суду України з 25 листопада до 3 грудня 2004 року та закінчилася частковим задоволенням скарги. Рішення у справі мало унікальний і безпрецедентний у багатьох відношеннях характер і спричинило докорінний поворот у перебігу Помаранчевої революції.
Хід судових засідань транслювався в прямому ефірі загальнодержавними українськими телеканалами.

## Передісторія
Вибори Президента України 2004 року стали переломними в історії України. Ще задовго до офіційного початку передвиборчої кампанії всі політичні сили країни стали готуватися до них. Тривалий час незрозумілою залишалася позиція Президента України Леоніда Кучми. Конституційний Суд України визнав, що згідно з Конституцією України він перебуває при владі лише перший термін, хоча фактично залишається при владі вже два терміни. Зрештою Кучма відмовився від участі у виборах. Кандидатом від влади став чинний Прем'єр-міністр України Віктор Янукович.
Опозиційні сили згрупувалися навколо Віктора Ющенка, лідера «Нашої України», колишнього голови Національного банку України, Прем'єр-міністра 1999–2001 pp.

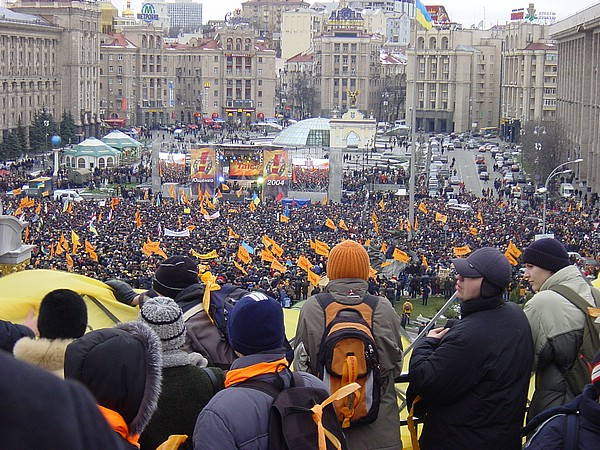
Протести на Майдані. 22 листопада 2004

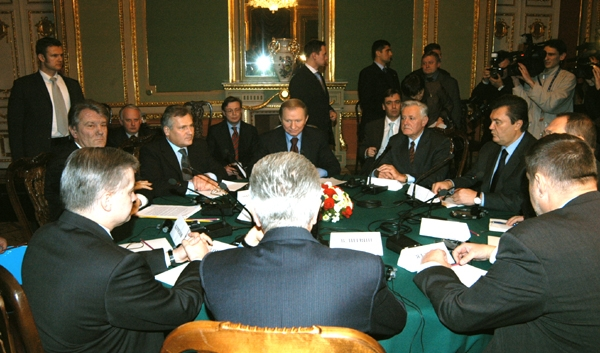
Переговори з урегулювання кризи. 1 грудня 2004

Однією з особливостей передвиборчої кампанії стала велика кількість кандидатів у Президенти України — понад 20. Проте головна передвиборча боротьба точилася між Януковичем і Ющенком.
31 жовтня 2004 року відбулися президентські вибори. У результаті голосування голоси виборців розподілилися так: Віктор Ющенко — 39,26% голосів, Віктор Янукович — 39,11%, Олександр Мороз — 5,82%, Петро Симоненко — 4,97%, Наталія Вітренко — 1,53%, Анатолій Кінах — 0,93%. Решта кандидатів набрали менше ніж 1% голосів кожен.
Такий розподіл голосів не виявив переможця, який мав би набрати понад 50%. Другий тур виборів було призначено на 21 листопада 2004 року. Основними політичними суперниками в цьому турі, як і в першому, були Ющенко і Янукович. Після першого туру про підтримку Ющенка заявили Мороз і Кінах. Януковича підтримала Вітренко.
За результатами другого туру виборів екзитполи засвідчували перемогу Ющенка, звинувачуючи кандидата від влади у фальсифікаціях і махінаціях. Унаслідок цього 21 листопада опозиція зібралася на мітинг на центральній площі Києва — майдані Незалежності.
24 листопада Центральна виборча комісія під головуванням Сергія Ківалова оголосила переможцем у виборах Віктора Януковича.
У країні склалася вкрай напружена ситуація: загроза силових дій як з боку правоохоронних органів, так і з боку прихильників обох таборів, політична криза, загроза економічної кризи.

## Хід справи

### 25 листопада
Уповноважений представник Ющенка в Центрвиборчкомі, народний депутат Юрій Ключковський подав до Верховного Суду скаргу довіреної особи Ющенка в єдиному загальнодержавному виборчому окрузі Миколи Катеринчука, що стосується оскарження оприлюднення Центрвиборчкомом результатів виборів. Початково скарга стосувалася лише результатів виборів у Донецькій і Луганській областях.
Скарга прийнята до провадження всім складом Судової палати з цивільних справ Верховного Суду.
Ухвалою ВСУ Центрвиборчкому заборонено офіційно оприлюднювати результати виборів та вчиняти будь-які дії, пов'язані з виконанням цієї постанови.

### 29 листопада
Перше судове засідання.
Справу розглядає Судова палата з цивільних справ Верховного Суду в такому складі: головуючий — Ярема А. Г.; судді: Балюк М. І., Барсукова В. М., Гнатенко А. В., Григор'єва Л. І., Гуменюк В. І., Дідківський А. О., Домбровський І. П., Кривенко В. В., Лященко Н. П., Маринченко В. Л., Панталієнко П. В., Патрюк М. В., Потильчак О. І., Прокопчук Ю. В., Пшонка М. П., Самсін І. Л., Сенін Ю. Л., Терлецький О. О., Шабунін В. М.
У судовому засіданні беруть участь:
зі сторони Ющенка — Катеринчук М. Д., Кустова С. М., Зварич Р. М., Резніков О. Ю., Полудьонний М. М., Власенко С. В., Кармазін Ю. А., Ключковський Ю. Б.;
зі сторони Центральної виборчої комісії — Бондик В. А., Донченко Ю. Г., Качур І. А., Охендовський М. В.;
зі сторони зацікавленої особи — Януковича В. Ф. — Лукаш О. Л., Гавриш С. Б., Харченко Б. І., Євграфова Є. П., Абраменко.
У засіданні представники Віктора Ющенка збільшили вимоги скарги, виклавши їх таким чином:
1. Визнати дії Центральної виборчої комісії по встановленню результатів повторного голосування з виборів Президента України незаконними, а протокол Центральної виборчої комісії про результати повторного голосування з виборів Президента України від 24 листопада 2004 року недійсним. Скасувати постанову Центральної виборчої комісії від 24 листопада 2004 року № 1264 «Про результати виборів Президента України 21 листопада 2004 року та обрання Президента України»[4] як незаконну.
2. Скасувати постанову Центральної виборчої комісії від 24 листопада 2004 року № 1265 «Про оприлюднення результатів виборів Президента України»[5] як незаконну.
3. Встановити, що факти системного і грубого порушення принципів і засад виборчого процесу при повторному голосуванні з виборів Президента України від 21 листопада 2004 року є такими, що унеможливлюють достовірно встановити результати волевиявлення виборців у єдиному загальнодержавному виборчому окрузі по виборах Президента України.
4. Визнати недійсними результати повторного голосування з виборів Президента України 21 листопада 2004 року у єдиному загальнодержавному виборчому окрузі по виборах Президента України.
5. Визнати обраним Президентом України кандидата, який за підсумками голосування від 31 жовтня 2004 року набрав найбільшу кількість голосів виборців.

Перед будинком Верховного суду в той час перебували близько 10 тисяч людей, у тому числі близько 2 тис. прихильників Януковича, решта — прихильники Ющенка. Акція проходила мирно.
Клопотання сторін і долучення доказів.
Суд не задовольнив клопотання ЦВК про заборону на проведення масових громадських акцій на відстані 500 метрів від будинку Верховного суду й будинку Центральної виборчої комісії.

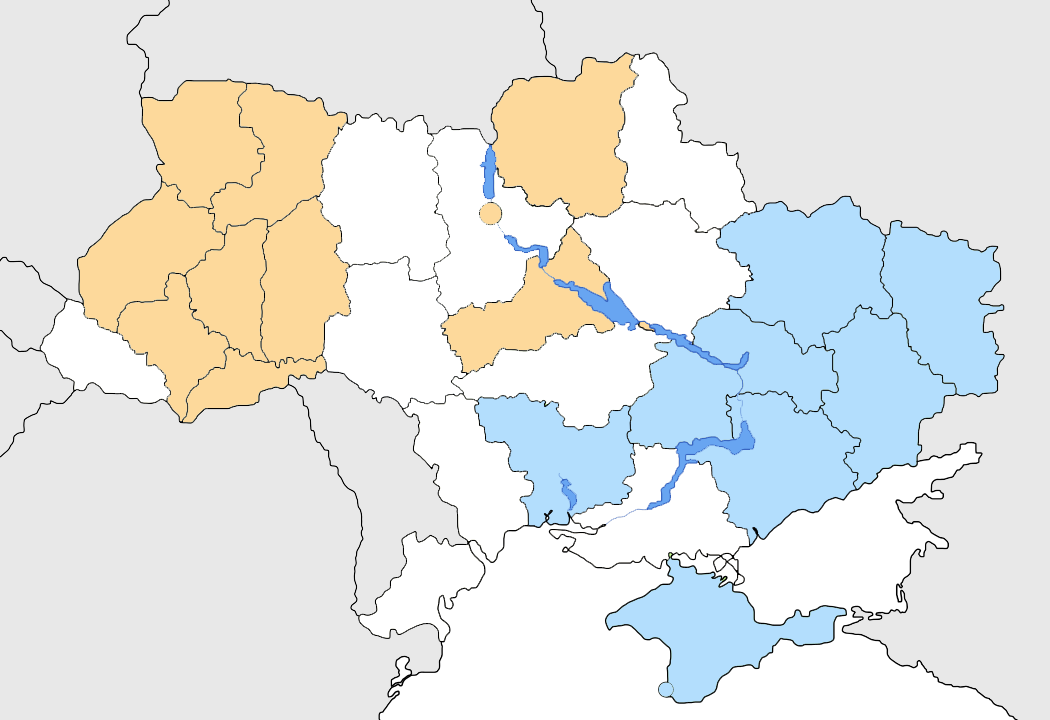
Сторона Ющенка обґрунтовувала наявність фальсифікацій у регіонах, позначених синім кольором. Сторона Януковича обґрунтовувала наявність фальсифікацій у регіонах, позначених помаранчевим кольором

Оголошено перерву.

### 30 листопада
Виступ сторони Ющенка щодо фальсифікацій у Донецькій, Луганській, Запорізькій, Харківській, Дніпропетровській, Миколаївській областях, в Автономній Республіці Крим і Севастополі.

### 1 грудня
Сторона Януковича подала зустрічну скаргу про визнання недійсними підсумків 2-го туру виборів, яку обґрунтовано фальсифікаціями у Волинській, Івано-Франківській, Львівській, Рівненській, Тернопільській, Хмельницькій, Черкаській, Чернівецькій, Чернігівській областях і місті Києві.
Виступ «опозиційного» члена ЦВК Андрія Магери.
Представником Януковича Оленою Лукаш заявлено низку клопотань, які розцінені судом як спроби затягування справи. Клопотання відхилені.

### 2 грудня
Представником Януковича заявлено клопотання про закриття провадження по скарзі. Судом дане клопотання відхилене.
Представником Януковича заявлено клопотання про виклик голів тервиборчкомів по Донецькій області. Судом дане клопотання відхилене.
Виступ «опозиційного» члена ЦВК Руслана Князевича.

### 3 грудня
Виступи представників сторін. Дебати.
Сторона Ющенка послалася на системні і грубі порушення принципів і засад виборчого процесу при повторному голосуванні з виборів Президента України 21 листопада 2004 року, а також те, що Центральною виборчою комісією порушені вимоги Закону України «Про вибори Президента України» при встановленні результатів виборів Президента України.
Сторони ЦВК і Януковича послалися на те, що порушення виборчого законодавства, які були допущені під час повторного голосування з виборів Президента України, не вплинули і не могли вплинути на результати виборів, а при встановленні результатів виборів Президента України Центральною виборчою комісією не було допущено порушень чинного законодавства.
О 10:45 судді вийшли в нарадчу кімнату.
Близько 18:00 у справі оголошено рішення: дії Центральної виборчої комісії визнані неправомірними; скасовані постанови ЦВК про результати виборів Президента України 21 листопада 2004 року та обрання Президента України; про оприлюднення результатів виборів Президента України; зобов'язано ЦВК призначити повторне голосування по виборах Президента України.
Рішення є остаточним і оскарженню не підлягає.
Оголошення рішення Верховного Суду транслювалося на Майдан Незалежності. Після цього відбувся салют.

## Зміст рішення

### Мотивація суду
21 листопада 2004 року проведено повторне голосування з виборів Президента України.
Центральна виборча комісія 24 листопада 2004 року склала протокол про результати повторного голосування з виборів Президента України й ухвалила постанови № 1264 «Про результати виборів Президента України 21 листопада 2004 року та обрання Президента України» та № 1265 «Про оприлюднення результатів виборів Президента України».
При встановленні результатів повторного голосування у день виборів ЦВК не досліджувала протоколи територіальних виборчих комісій про підсумки голосування в межах відповідних територіальних виборчих округів, не перевіряла їх достовірність, правильність та повноту складення та інші документи.
До встановлення результатів повторного голосування ЦВК не розглянула заяви та скарги про порушення територіальними виборчими комісіями порядку встановлення підсумків голосування в межах територіальних виборчих округів і рішення, прийняті територіальними виборчими комісіями за результатами їх розгляду.
На час встановлення Центральною виборчою комісією результатів повторного голосування з виборів Президента України у судах не був закінчений розгляд своєчасно поданих скарг на бездіяльність, дії та рішення територіальних виборчих комісій, вчинених при встановленні підсумків голосування в межах територіальних виборчих округів, і термін розгляду цих скарг не закінчився.
За таких обставин дії і рішення Центральної виборчої комісії суперечать вимогам статей 2, 10, 11, 12, 16, 17 Закону України «Про центральну виборчу комісію», статей 25, 28, 83, 84, 86, 93, 94, 96 Закону України «Про вибори Президента України» і є неправомірними. У зв'язку з цим ухвалені ЦВК рішення підлягають скасуванню.
Судом також встановлено, що при проведенні повторного голосування були допущені порушення Закону України «Про вибори Президента України»:
- складання і уточнення списків виборців проводилося з порушеннями вимог статті 34, допускалося включення до списків виборців одного і того ж громадянина декілька разів, осіб, які не мали права голосу;
- виготовлення, облік, видача та використання відкріпних посвідчень відбувалися з порушеннями вимог статті 33, без здійснення належного контролю;
- передвиборна агітація з використанням засобів масової інформації проводилася без дотримання принципу рівних умов та всупереч порядку, встановленому Законом, мало місце незаконне втручання органів виконавчої влади та місцевого самоврядування у виборчий процес;
- порушувалися вимоги статей 23, 24, 85 стосовно складу виборчих комісій;
- порушувалися вимоги статей 68, 69, 70 щодо участі у виборчому процесі офіційних спостерігачів;
- порушувалися вимоги статті 77 при здійсненні голосування за межами приміщення для голосування;
- протоколи дільничих виборчих комісій складені за наслідками підрахунку голосів без дотримання вимог статті 79;
- транспортування документів до територіальних виборчих комісій здійснювалося з порушеннями статті 81.

Наведені обставини дають підстави для висновку про порушення принципів виборчого права, передбачених статтями 38, 71, 103 Конституції України, та засад виборчого процесу, визначених частиною 2 статті 11 Закону України «Про вибори Президента України», що виключає можливість достовірно встановити результати дійсного волевиявлення виборців в єдиному загальнодержавному виборчому окрузі.
Визначаючи спосіб поновлення порушених прав та законних інтересів суб'єктів виборчого процесу, суд виходить з того, що відповідно до статті 98 Закону України «Про вибори Президента України» суб'єкт розгляду скарги, встановивши, що рішення, дії чи бездіяльність суб'єкта оскарження не відповідають законодавству про вибори Президента України, задовольняє скаргу, скасовує рішення повністю або частково, визнає дії чи бездіяльність неправомірними, зобов'язує суб'єкта оскарження задовольнити вимоги заявника або іншим шляхом поновити порушені права та законні інтереси суб'єкта виборчого процесу.
Враховуючи неможливість достовірно встановити результати дійсного волевиявлення виборців у єдиному загальнодержавному виборчому окрузі шляхом повторного встановлення підсумків повторного голосування, суд вважає за необхідне поновити права суб'єктів виборчого процесу шляхом проведення повторного голосування.
При ухваленні рішення суд керувався статтями 8, 71, 103, 124 Конституції України, статтею 13 Конвенції про захист прав людини та основних свобод.

### Зміст резолютивної частини
1. Визнати дії Центральної виборчої комісії по встановленню результатів повторного голосування з виборів Президента України та складанню протоколу про результати повторного голосування з виборів Президента України від 24 листопада 2004 року неправомірними.
2. Постанову Центральної виборчої комісії від 24 листопада 2004 року № 1264 «Про результати виборів Президента України 21 листопада 2004 року та обрання Президента України» скасувати.
3. Постанову Центральної виборчої комісії від 24 листопада 2004 року № 1265 «Про оприлюднення результатів виборів Президента України» скасувати.
4. Зобов'язати Центральну виборчу комісію призначити повторне голосування по виборах Президента України в строк, встановлений частиною 1 статті 85 Закону України «Про вибори Президента України», обчислюючи його з 5 грудня 2004 року. Повторне голосування провести в порядку, визначеному статтею 85 Закону України «Про вибори Президента України».

Суд відхилив позовну вимогу про визнання обраним Президентом України кандидата, який за підсумками голосування від 31 жовтня 2004 року набрав найбільшу кількість голосів виборців, оскільки обраним вважається кандидат, який одержав на виборах більше половини голосів виборців, а жоден з кандидатів не набрав такої кількості голосів.

### Окрема ухвала
Судова палата у цивільних справах Верховного Суду України постановила також окрему ухвалу від 3 грудня 2004 року щодо другого туру виборів Президента України. В ній зазначено, що Центральною виборчою комісією порушено принципи верховенства права, законності, об'єктивності, компетентності, професійності, колегіальності розгляду і вирішення питань, обґрунтованості прийняття рішень, відкритості і публічності.
Судова палата довела до відома Верховної Ради України, Президента України та Генерального прокурора України про виявлені порушення законодавства для вжиття передбачених законом заходів реагування.

## Міжнародна реакція
Схвально відгукнулися на судове рішення Адміністрація Президента США, Рада Європи, ПАРЄ, Високий представник ЄС Хав'єр Солана. Негативну реакцію продемострували російські високопосадовці Володимир Жириновський і Борис Гризлов.

## Політичні наслідки рішення
Рішення Верховного Суду поклало край політичній кризі, ознаменувало закінчення періоду революційної ситуації та початок спаду громадських протестів українців.
8 грудня у Верховній Раді внаслідок досягнутого політичного компромісу відбулося велике пакетне голосування. Були ухвалені:
1. Закон «Про особливості застосування Закону України „Про вибори Президента України“ при повторному голосуванні 26 грудня 2004 року»[25], який дозволив унеможливити масові фальсифікації на переголосуванні;
2. Закон «Про внесення змін до Конституції України»[26], який перетворив Україну з президенсько-парламентської на парламентсько-президентську республіку і був скасований при Януковичі у 2010 році;
3. Постанова «Про попереднє схвалення законопроекту про внесення змін до Конституції України»[27], якою був схвалений законопроєкт про внесення змін до Конституції щодо місцевого самоврядування (який так і не був реалізований);
4. Постанова «Про дострокове припинення повноважень членів Центральної виборчої комісії»[28];
5. Постанова «Про призначення на посади членів Центральної виборчої комісії»[29], внаслідок чого ЦВК отримала нового голову — Ярослава Давидовича.

Крім того, Генеральний прокурор України Геннадій Васильєв подав у відставку, яка була прийнята Президентом Кучмою.
Переголосування другого туру президентських виборів (зване у народі «3-й тур») пройшло 26 грудня 2004 року за вдосконаленим законодавством, яке дозволило значно обмежити рівень застосування адміністративного ресурсу. В цьому турі з відривом майже у 8% переміг опозиційний кандидат Віктор Андрійович Ющенко. Характерною ознакою 3-го туру стало зниження рівня застосування адміністративного ресурсу на кілька порядків.

## Правове значення справи і рішення
Діяльність Верховного Суду України під час Помаранчевої революції високо оцінена вченими й аналітиками, адже завдяки йому виборча політична криза була блискуче розв'язана на юридичному рівні. Рішення Верховного Суду від 3 грудня 2004 року називають історичним ще й тому, що воно ввело у широкий обіг в Україні один з основних демократичних принципів — принцип верховенства права. Починаючи з оголошення рішення і до сьогодні, українські медіа, політики та юристи активно вживають словосполучення «верховенство права».
На думку Миколи Козюбри (доктор юридичних наук, професор, суддя Конституційного Суду України у відставці), принцип верховенства права безпосередньо був використаний Верховним Судом у вітчизняній судовій практиці справді вперше. Це було спричинено недосконалістю Закону України «Про вибори Президента України». Адже він не передбачав підстав для визнання виборів недійсними в окремому територіальному виборчому окрузі та результатів виборів в Україні в цілому — зокрема й у судовому порядку. Це намагалися використати представники Центральної виборчої комісії та представники зацікавленої особи (Януковича) для обґрунтування «незаконності» самого розгляду справи Верховним Судом.
Однак, право не зводиться до закону, тим більше до окремого і до того ж недосконалого. На цю позицію Верховному Суду України під час вирішення конкретної справи довелося стати чи не вперше (на відміну від європейської судової практики, де така позиція не є рідкісною). Відсутність виписаних в законі підстав для визнання результатів виборів недійсними зовсім не означає, що право у такій ситуації не має «управи» на владне свавілля — масові брутальні порушення виборчих прав громадян та принципів виборчого права, що мали місце під час виборчої кампанії.
Інша справа, що правові засоби такої «управи» суду довелося шукати не стільки у Законі України «Про вибори Президента України», скільки за його межами, насамперед у Конституції
України та міжнародних пактах про права людини.
Окрім того, рішення Верховного Суду привертає увагу до досить складної і поки що мало дослідженої вітчизняним правознавством проблеми взаємовідносин права, політики і правосуддя.
Суд обґрунтовував, насамперед, масовість порушень, а масовість порушень — це не порушення якоїсь окремої норми Закону України «Про вибори Президента України», а порушення самих принципів виборчого права і виборчого процесу.
Тому це рішення називають «результатом прогресивного розвитку правової думки та судової практики України».